# Trump Force One

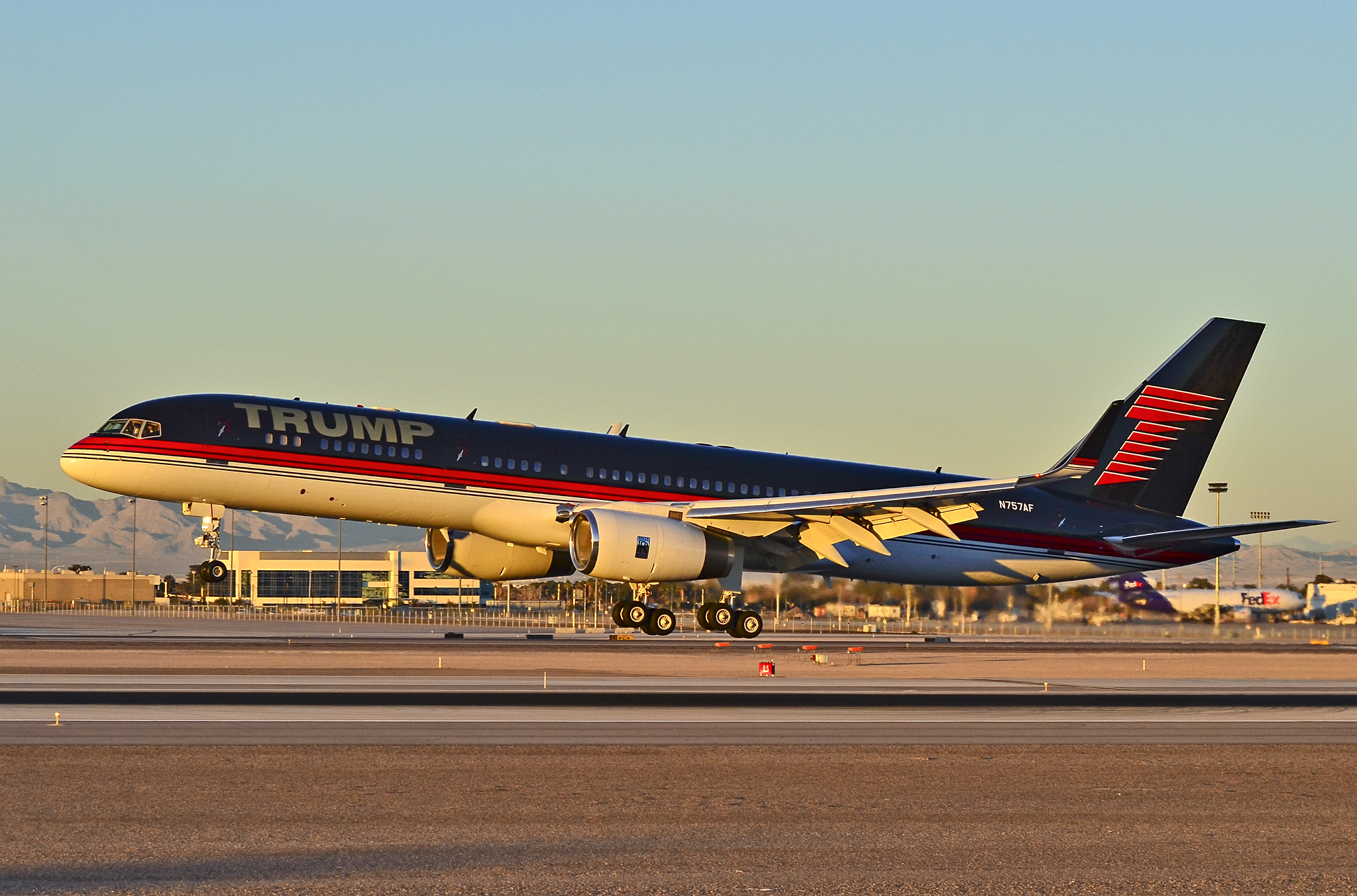
Il Boeing 757 a Las Vegas nel 2014.

Trump Force One è un nome informale per designare i jet privati della Trump Organization in uso al proprietario, Donald Trump: fino al 2011 si trattava di un Boeing 727, poi sostituito da un Boeing 757.
Il nome è stato adottato ancora prima che Trump diventasse presidente degli Stati Uniti, entrando in uso tra i suoi sostenitori durante la sua campagna presidenziale del 2016. 

## Boeing 727 (1997-2011)

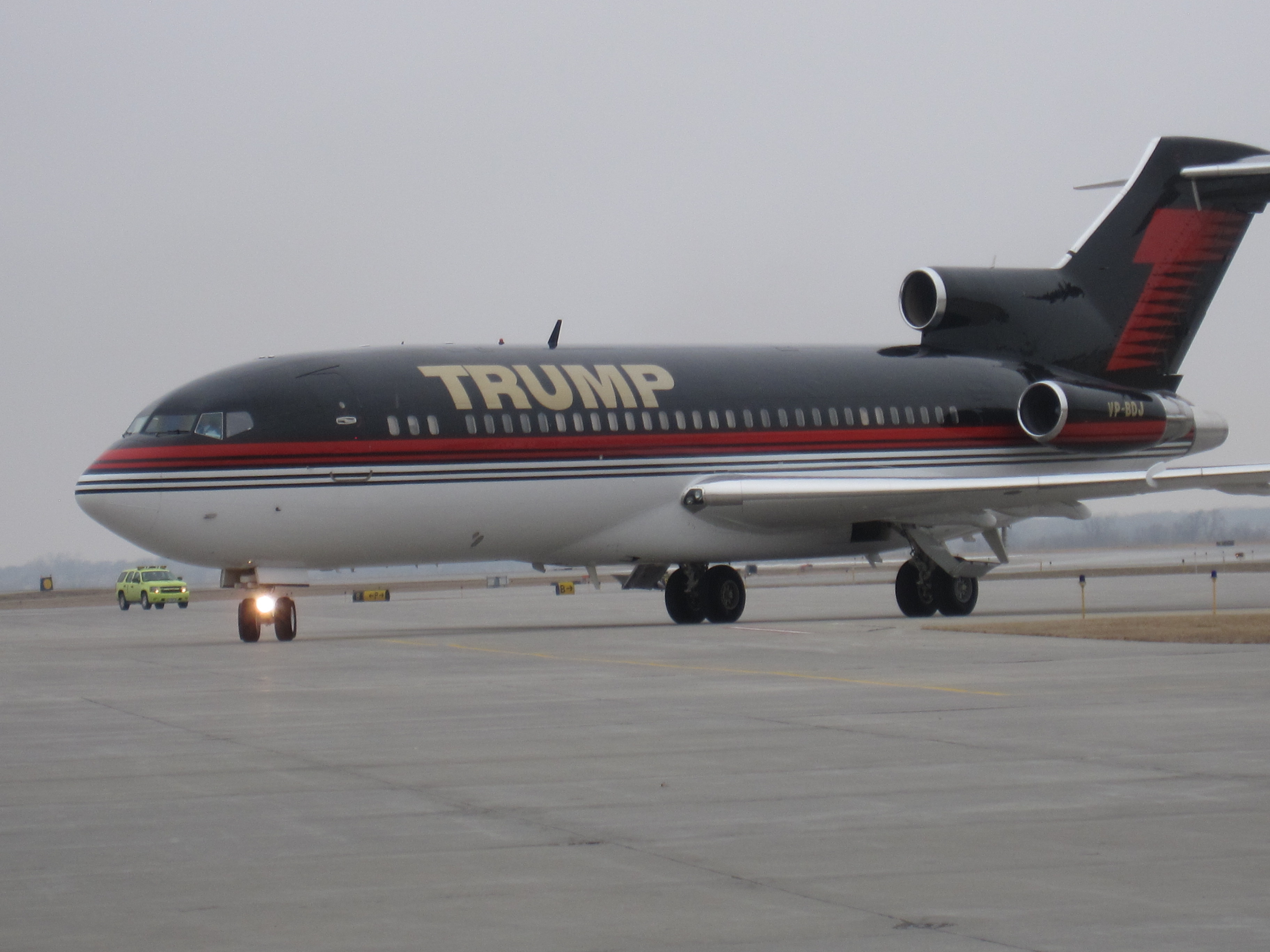
Il Boeing 727.

Il Boeing 727 era registrato alle Bermuda come VP-BDJ ed era stato costruito nel 1968 su ordine dell'American Airlines. Nel 1981 fu alienato e rivenduto alla compagnia petrolifera Diamond Shamrock, che lo trasformò in Business jet. Successivamente entrò nel patrimonio della Trump Organization, che dapprima lo inserì nella flotta della compagnia Trump Shuttle, poi lo rivendette e infine lo riacquistò nel 1997, anno in cui divenne l'aereo privato di Donald Trump. Nel 2009 Trump annunciò di volerlo vendere, ma continuò ad usarlo fino al 2011, anno in cui lo cedette definitivamente Weststar Aviation. L'aereo è stato demolito nel 2015.
A seguito dell'impiego come aereo privato di Donald Trump, l'aereo fu dotato di winglet per incrementarne l'autonomia; la cabina fu configurata con 24 posti a sedere, una camera da letto, un bidet, una sala da pranzo, una cambusa, sale riunioni e vari servizi igienici.

## Boeing 757 (2011-)
Il secondo "Trump Force One" è un Boeing 757-200, registrato negli Stati Uniti come N757AF e costruito nel 1991 su ordine della danese Sterling Airlines, che nel 1993 lo vendette alla messicana TAESA. Nel 1995 fu comprato da Paul Allen, che lo trasformò in business jet e nel 2011 lo cedette a Trump.
L'aereo ha due motori turboventola Rolls-Royce RB211 ed è configurato per ospitare 43 persone. Ha una sala da pranzo, bagno, doccia, camera da letto, camera per gli ospiti, solarium e cucina. Molti arredi interni sono placcati in oro 24k.
L'aereo acquisì grande visibilità allorché Donald Trump lo usò come mezzo di trasporto durante la sua campagna per le elezioni presidenziali del 2016, dalla quale uscì vincitore. Dopo essere diventato presidente, Trump inizialmente manifestò la volontà di continuare a utilizzare il Boeing 757 come Air Force One, ma dovette desistere allorché gli furono prospettati gli ingenti costi necessari per dotare il velivolo dei complessi sistemi di protezione necessari a tutela della sua sicurezza. In virtù di ciò, accondiscese a servirsi dei Boeing VC-25 già in uso alla flotta presidenziale.
Durante il mandato presidenziale, l'aereo ha continuato ad essere utilizzato dalla Trump Organization per viaggi executive fino al 2019, quando venne rimessato in un hangar all'Aeroporto Internazionale Stewart per essere sottoposto a importanti riparazioni.
Il 22 ottobre 2022 l'aereo è stato ricondotto a West Palm Beach, in Florida, rientrando nella disponibilità di Donald Trump, che è tornato a volarvi dal 21 gennaio 2023.